# Amal Amjahid
Amal Amjahid (Berchem-Sainte-Agathe, 28 de octubre de 1995) es una ju-jitsuka belga. Doble medallista de oro en los Juegos Mundiales de 2017, es ocho veces campeona de Europa y ocho veces campeona del mundo. Obtuvo títulos en las categorías −55 kg, −62 kg  y −70 kg.

## Biografía
Amal Amjahid nació el 28 de octubre de 1995 en Berchem-Sainte-Agathe. Comenzó a practicar ju-jitsu a la edad de siete años. Mide 1,56 m  y su entrenador es su padre.
Ganó su primer título de campeona del mundo en Los Ángeles en 2013.
En 2015, fue campeona de Europa y campeona mundial de ju-jitsu ne-waza en la categoría −62 kg  por tercera vez, lo que le valió el Premio FrancoSports 2015 Women's Hope en enero de 2016.
En 2017, ganó dos medallas de oro en los Juegos Mundiales de Wrocław, una de ellas en la categoría −55 kg  y la otra en la categoría Open-Ne waza, y dos medallas de oro en los Campeonatos del Mundo, una en la categoría −70 kg  y la otra en la categoría por equipos. Gracias a sus actuaciones, fue elegida Deportista del Año 2017 en Bruselas en février 2018.
En mayo de 2018, cuando iba a asistir al Campeonato Mundial en Estados Unidos, a su padre se le negó el acceso al país, a pesar de que, según ella, todos sus documentos estaban en orden, incluido el ESTA. Posteriormente el ESTA de su padre fue cancelado, sin que se les diera una explicación.
En agosto del mismo año ganó la medalla de oro en el Grand Slam de Tokio y se convirtió en la número uno del mundo en su categoría. Posteriormente, se proclamó campeona del mundo por séptima vez tras su victoria en −55 kg  en el campeonato del mundo de Malmö.
En junio de 2019, Amal Amjahid ganó un octavo título de campeona de Europa, el cuarto en −70 kg, durante el Campeonato de Europa de Ju-jitsu en Bucarest. En septiembre del mismo año, ganó una medalla de oro en el World Martial Arts Masterships en Chungju, también en −70 kg. En noviembre de ese mismo año ganó un octavo título mundial en el Campeonato Mundial de Abu Dabi.